# Alexandre Séon
Alexandre Séon (Chazelles-sur-Lyon, 18 gennaio 1855 – Parigi, 5 maggio 1917) è stato un pittore francese.
Aderì al movimento simbolista e all'Ordine dei Rosacroce estetica, di Joséphin Péladan.

## Biografia
Nato in una famiglia di commercianti, Séon trascorse un'infanzia tranquilla, immerso in una cultura rurale che, con le sue leggende, gli trasmise il gusto del meraviglioso. Studente presso l'Accademia di Belle Arti di Lione, frequentò anche corsi di arti decorative e di disegno ornamentale per l'Industria tessile lionese.
Nel 1877 si recò a Parigi e seguì il corso di Henri Lehmann, dove incontrò Seurat, Alphonse Osbert, Edmond Aman-Jean e Pierre Puvis de Chavannes, di cui sarà allievo e assistente per dieci anni e la cui influenza sarà per lui decisiva. Espose dal 1879 nei vari Salon e divenne una figura di spicco del simbolismo.  Intorno alla fine del secolo la sua tecnica, pur riflettendo l'influenza di Seurat, mostrò tuttavia un'evoluzione, con l'aiuto del critico e teorico Alphonse Germain, al fine di raggiungere uno stile neo-impressionista che meglio poteva trasmettere le sue aspirazioni idealistiche. Séon è considerato un artista della Scuola di Lione.
Nel 1892 conobbe Joséphin Péladan, detto Sar Peladan, scrittore e occultista, fondatore della " Rosacroce estetica ", un movimento artistico vicino al simbolismo e all'esoterismo, di cui Séon entrò a far parte e a cui prestò la sua arte illustrando simboli e frontespizi delle opere di Peladan.
Morì a Parigi nel 1917.

## Galleria d'immagini

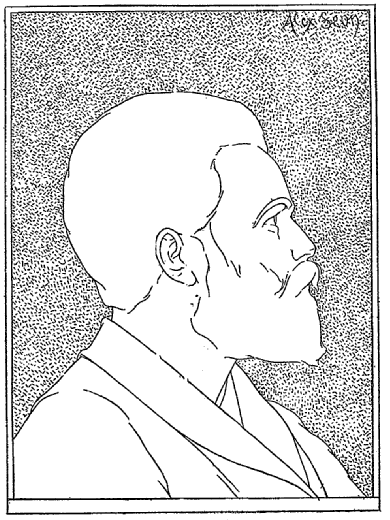
Alexandre Séon Presunto autoritratto del 1893
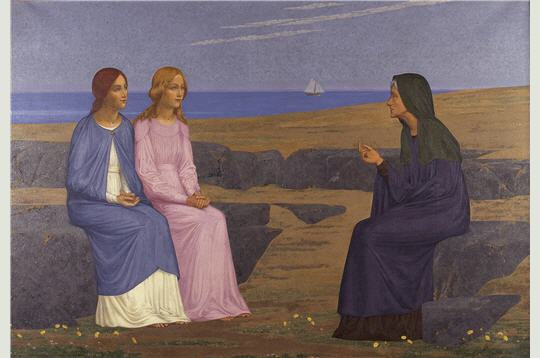
Il racconto c. 1898, Museo di Brest
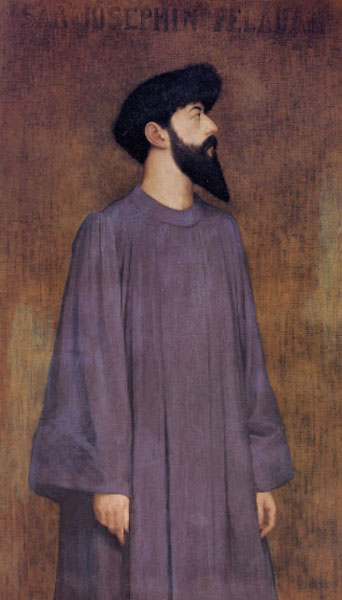
Ritratto di Josephin Peladan, 1892